# Джон Морсби
Джон Морсби (на английски: John Moresby) е английски военноморски офицер, контраадмирал, хидрограф, изследовател на Нова Гвинея.

## Произход и военна кариера (1830 – 1871)
Роден е на 15 март 1830 година в Алерфорд, графство Съмърсет, Англия, в семейството на Феърфакс Морсби, по-късно адмирал в Британския военноморски флот, и съпругата му Елиза Луиза Уилямс. Учи в родния си град и спазвайки семейната традиция на 12-годишна възраст се присъединява към флота като кадет. През 1851 г., с чин лейтенант, служи в южноамериканските води, а по време на Кримската война (1853 -1856) в Балтийско море.
През 1859 г. се жени за Джейн Уилис Скот, от която има един син и четири дъщери.

## Изследователска дейност (1871 – 1874)
През 1871 е изпратен в Австралия като капитан на парахода „Базилик“. От 1872 до 1874 г. три пъти посещава Нова Гвинея.
През февруари 1873 плава в залива Папуа и на 9°27′ ю. ш. 147°07′ и. д. / 9.45° ю. ш. 147.116667° и. д. открива залива Порт Морсби. Първоначално кръщава новооткрития залив на името на баща си Феърфакс, но по-късно името е променено в негова чест и града, който възниква след това и сегашна столица на Папуа-Нова Гвинея също е наименуван на него. От там продължава на югоизток и изследва южното крайбрежие на Югоизточния полуостров на Нова Гвинея. На 10°36′ ю. ш. 149°58′ и. д. / 10.6° ю. ш. 149.966667° и. д. картира групата о-ви Виктория. На запад от архипелага Луизиада открива о-вите Морсби, с най-голям остров Басилаки (Морсби, 10°37′ ю. ш. 151°00′ и. д. / 10.616667° ю. ш. 151° и. д.) и протока Гошен (10°10′ ю. ш. 150°55′ и. д. / 10.166667° ю. ш. 150.916667° и. д., между о-вите Д`Антрекасто и Югоизточния полуостров).
През 1874 г. детайлно изследва и картира североизточното крайбрежие на полуострова до 147º 40` и.д. и поправя картата на този район изработена още от Жул Дюмон-Дюрвил. На север от залива Юон открива планината Сарувагед (4105 м). Дооткрива заливите Колингууд (9°20′ ю. ш. 149°20′ и. д. / 9.333333° ю. ш. 149.333333° и. д.) и Дайк Аклънд (9°00′ ю. ш. 148°40′ и. д. / 9° ю. ш. 148.666667° и. д.) и вулкана Трафалгар (1549 м).

## Следващи години (1874 – 1922)
На 15 декември 1874 се завръща в Англия и описва австралийската си служба като „най-значимата част от моята военноморска кариера“. Той бива аплодиран за работата си, но Адмиралтейството не признава качеството и значимостта му. Голяма част от района картиран от Моресби по-късно става немски протекторат.
През 1876 Морсби публикува труда си Discoveries and Surveys in New Guinea („Открития и проучвания в Нова Гвинея“). През 1888 се пенсионира с чин контраадмирал.
Умира на 12 юли 1922 година във Феърхам, графство Хампшир, на 92-годишна възраст.

## Памет
Неговото име носят:
- град Порт Морсби (9°30′ ю. ш. 147°12′ и. д. / 9.5° ю. ш. 147.2° и. д.), столица на Папуа Нова Гвинея;
- остров Морсби (Басилаки, 10°37′ ю. ш. 151°00′ и. д. / 10.616667° ю. ш. 151° и. д.) в архипелага Луизиада, Папуа Нова Гвинея;
- проток Морсби (9°33′ ю. ш. 150°24′ и. д. / 9.55° ю. ш. 150.4° и. д.), между островите Гуденаф и Фергюсън в о-вите Д`Антрекасто,

Папуа Нова Гвинея

## Трудове
- Discoveries and surveys in New Guinea, London, 1876.